# マリヤ・シュヴァルノヴナ

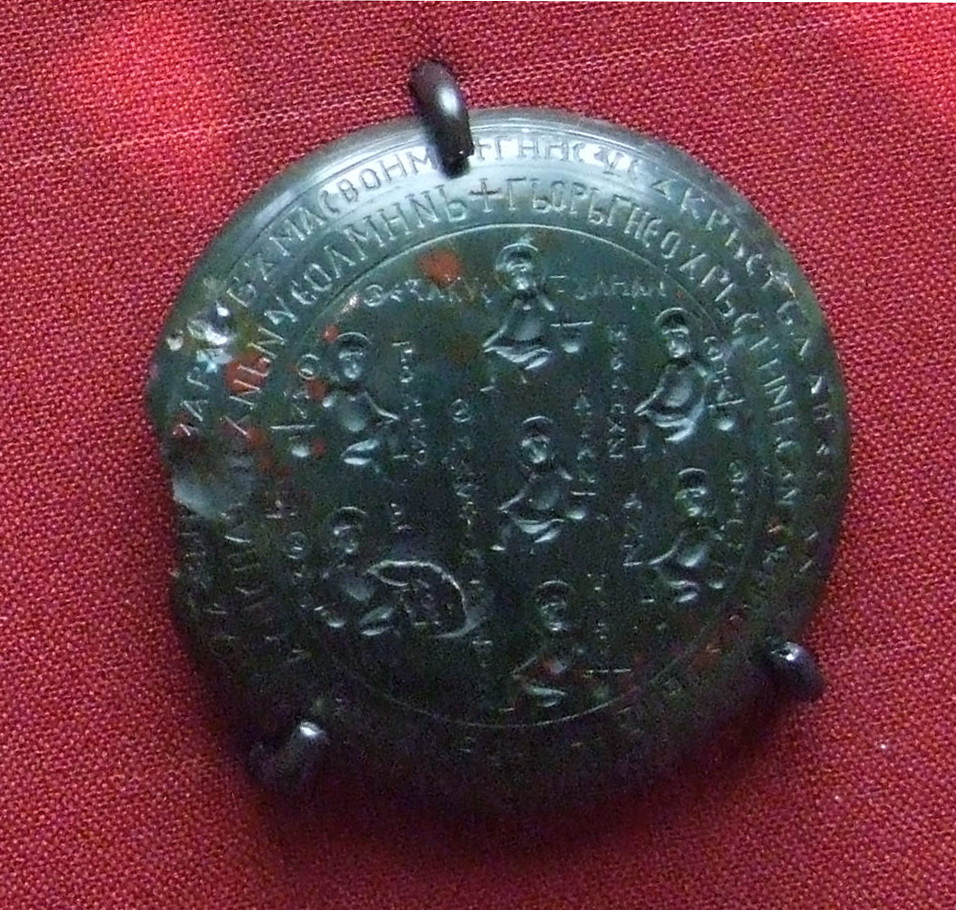
マリヤの所有物といわれる装飾品（ズメエヴィク）。1890年にスーズダリで発見された。

マリヤ・シュヴァルノヴナ（ロシア語: Мария Шварновна、1158年頃 - 1205年 / 1206年3月19日）は、ウラジーミル大公フセヴォロドの最初の妻である。正教会の聖人。

## 生涯
マリヤはヤス人（Яс / オセット人の旧称）の公女であるとされているが、後世の史料に基づきモラヴィア出身とみなす説もある。前説の、マリヤがカフカス出身とする場合、夫となるフセヴォロドとの出会いはおそらく1169年か1170年のグルジアであると推測される。なおマリヤをカフカス出身とする説中の一説によれば、マリヤの3人の姉妹も、アンドレイ・ボゴリュブスキー、ムスチスラフ・スヴャトスラヴィチ、ヤロスラフ・ウラジミロヴィチの3人のルーシの公に嫁いだという。いずれにせよ、夫のフセヴォロドがウラジーミル大公となった1176年には既に結婚しており、1178年には2人の間に最初の子が生まれている。マリヤは4人の娘・8人の息子を産んだ。息子のうちの4人がのちにウラジーミル大公位に就いている。
大公妃となったマリヤは書籍・学問・芸術を庇護し、その信心深さと聡明さによって、後世にはキエフ大公妃オリガやビザンツ皇后テオドラ（共に正教会の聖人）と並び称されることになった。末子のイヴァンの誕生（1197年）後に重病を発し、修道院の建設の誓いを立てた。1200年に、その誓いに従いウラジーミルに、後世にはマリヤを称える名を冠されることになる修道院(ru)（現ロシアでУспенский Княгинин монастырьと呼ばれている。転写と直訳：ウスペンスキー（生神女就寝）・クニャージニン（公妃）・モナストィリ（修道院）。）を建設した。
マリヤという名は、死の18日前に剃髪式（постриг）を行い、修道名として得た名前である。

## 子女
- スブィスラヴァ
- ヴェルフスラヴァ(ru) - トルチェスク公ロスチスラフと結婚。
- コンスタンチン - ノヴゴロド公、ロストフ公、ウラジーミル大公。スモレンスク公ムスチスラフの娘・アガフィヤと結婚。
- フセスラヴァ - スノフスク公ロスチスラフと結婚[注 1]。
- ボリス
- グレプ
- ユーリー - ウラジーミル大公、ゴロデツ公、スーズダリ公。チェルニゴフ公フセヴォロドの娘・アガフィヤと結婚。
- エレナ
- ヤロスラフ - ペレヤスラヴリ公、ペレヤスラヴリ・ザレスキー公、キエフ大公、ウラジーミル大公。ポロヴェツ族のハン・ユーリーの娘、次いでガーリチ公ムスチスラフの娘・ロスチスラヴァ（フェオドシヤ）と結婚。
- ウラジーミル - スタロドゥーブ公。
- スヴャトスラフ(ru) - ウラジーミル大公、ノヴゴロド公、ユーリエフ・ポリスキー公。ムーロム公ダヴィド(ru)の娘・エヴドキヤと結婚。
- イヴァン - スタロドゥーブ公。